# Union Südamerikanischer Nationen
Die Union Südamerikanischer Nationen (spanisch Unión de Naciones Suramericanas UNASUR, portugiesisch União das Nações Sul-Americanas UNASUL, englisch Union of South American Nations, niederländisch Unie van Zuid-Amerikaanse Naties) ist eine internationale Organisation südamerikanischer Staaten. Der Gründungsvertrag wurde am 23. Mai 2008 in Brasília (Brasilien) unterzeichnet. Das Hauptsekretariat der Staatenunion hat seinen Sitz in Quito (Ecuador), die Mitgliederversammlung in Cochabamba (Bolivien). Beobachterstatus besitzen Mexiko und Panama. Zahlreiche Staaten haben 2018 ihren Austritt aus der UNASUR angekündigt. Um UNASUR zu ersetzen, gründeten die Präsidenten von acht südamerikanischen Staaten im Jahr 2019 das Foro para el Progreso de América del Sur (PROSUR).

## Mitgliedstaaten
Der Gründungsvertrag wurde von allen zwölf unabhängigen Staaten Südamerikas unterzeichnet: Die Mitglieder der Andengemeinschaft (Bolivien, Kolumbien, Ecuador, Peru), die Mitglieder des Mercosur (Argentinien, Brasilien, Paraguay, Uruguay, Venezuela), die beiden Mitglieder aus der Karibischen Gemeinschaft (Guyana und Suriname) und Chile, das zuvor keiner der genannten Gemeinschaften angehörte. Paraguay wurde aufgrund der Amtsenthebung des Präsidenten Fernando Lugo vorübergehend aus der UNASUR ausgeschlossen. Französisch-Guyana und die Falklandinseln sowie Südgeorgien und die Südlichen Sandwichinseln sind als europäisch-abhängige Territorien folglich nicht beteiligt.

## Ziele
In der Gründungsurkunde heißt es, Ziel der Zusammenarbeit sei der Kampf gegen „Ungleichheit, soziale Ausgrenzung, Hunger, Armut und Unsicherheit“.
Bis zum Jahre 2025 sollte eine der Europäischen Union vergleichbare Integration erreicht werden. Geplant war eine gemeinsame Währung („Sucre“), Parlament und Reisepässe. Das erste konkrete Projekt war der Bau der 6200 Kilometer langen Straßenverbindung „Transoceánica“ von der Atlantikküste Brasiliens bis zum Pazifik in Peru. Neben einer wirtschaftlichen Integration wollte die Mehrheit der Mitgliedstaaten mit der Union eine gemeinsame Außen- und Sicherheitspolitik etablieren.
Schon bald nach der Gründung zeigte sich, dass aufgrund des geringen Integrationswillens einiger Mitgliedsländer mittelfristig nur wenig Aussicht besteht, eine zwischenstaatliche Zusammenarbeit ähnlich der der Europäischen Union zu erreichen. Die bisherigen südamerikanischen Staatenbündnisse Mercosur, Andengemeinschaft und Karibikgemeinschaft leiden seit vielen Jahren an einer fehlenden Bereitschaft ihrer Mitglieder, umfangreiche Kompetenzen an die supranationalen Bündnisse abzutreten.

## Geschichte
Auch vor der Gründung der Gemeinschaft gab es südamerikanische Integrationsbemühungen. Der ehemalige brasilianische Präsident Fernando Henrique Cardoso hatte bereits erfolglos versucht, die Länder des Kontinents zu Verhandlungen zu bewegen, unter anderem um den Einfluss der USA zurückzudrängen.

### Wirtschaftliche Integration
Am 16. Dezember 2003 unterzeichneten die Mitgliedsländer von Mercosur und Andengemeinschaft eine Vereinbarung über eine gemeinsame Freihandelszone.
Vorausgegangen waren der Kooperation drei Gipfeltreffen, die in den Jahren 2000, 2002 und 2004 stattfanden. Auf dem dritten Gipfel am 8. Dezember 2004 im peruanischen Cusco, am 180. Jahrestag der Schlacht bei Ayacucho, die 1824 das Ende der spanischen Kolonialherrschaft besiegelt hatte, unterschrieben die Präsidenten oder Vertreter von zwölf südamerikanischen Staaten die Erklärung von Cuzco. Diese war ein zweiseitiger Beschluss, in dem sie sich verpflichteten, ihre Politik abzustimmen und den Handel zu liberalisieren. Die bereits bestehenden Verträge des Mercosur und des Andenpakts sollten zu einer großen Freihandelszone zusammengeschlossen werden. Der formell gegründete lose Staatenbund firmierte unter dem Namen Südamerikanische Staatengemeinschaft (spanisch Comunidad Sudamericana de Naciones, portugiesisch Comunidade Sul-Americana de Nações, englisch South American Community of Nations, niederländisch Zuid-Amerikaanse Statengemeenschap, abgekürzt CSN).

### Institutioneller Aufbau
Im April 2007 wurde beschlossen, das Hauptsekretariat in Quito (Ecuador) einzurichten und den Namen der intensiveren Kooperation anzupassen. Das Edificio Néstor Kirchner in San Antonio de Pichincha nördlich von Quito und in direkter Nachbarschaft zur Ciudad Mitad del Mundo wurde nach zweijähriger Bauzeit im Dezember 2014 als Hauptsitz der UNASUR eröffnet.
Der seit Mai 2007 für das Amt des Generalsekretärs vorgesehene ehemalige ecuadorianische Präsident Rodrigo Borja zog einen Tag vor der Unterzeichnung der Gründungsurkunde seine Kandidatur zurück, da ihm die für das Amt vorgesehenen Entscheidungskompetenzen nicht ausreichten.
Am 10. März 2009 wurde ein gemeinsamer Verteidigungsrat eingerichtet. Dieser versteht sich nicht als herkömmliches Militärbündnis, sondern als Gesprächsforum der Verteidigungsminister der Mitgliedsländer.
Am 4. Mai 2010 wurde bei einem Gipfeltreffen in Campana (Argentinien), der argentinische Ex-Präsident Néstor Kirchner für zwei Jahre zum ersten amtsausübenden Generalsekretär der UNASUR gewählt. Er starb jedoch kurze Zeit später am 27. Oktober 2010. Nachfolgerin wurde am 9. Mai 2011 die ehemalige kolumbianische Außenministerin María Emma Mejía. Ihr folgte am 11. Juni 2012 der frühere venezolanische Minister für Elektrizität Alí Rodríguez Araque. Vom 22. August 2014 bis 31. Januar 2017 bekleidete der kolumbianische Politiker Ernesto Samper Pizano das Amt, seitdem ist es vakant.

### Austritte
Die kolumbianische Regierung unter Präsident Iván Duque kündigte am 10. August 2018 den Austritt aus der Union Südamerikanischer Nationen (UNASUR) an. Auch Argentinien, Brasilien, Chile, Paraguay und Peru hatten ihren Austritt im April 2018 angekündigt. Nachdem im Streit hinsichtlich der Positionierung im Venezuela-Konflikt acht Mitglieder aus dem links geprägten Bündnis UNASUR ausgetreten waren, gründeten sie als Alternative im März 2019 das Regionalbündnis Prosur. Am 10. März 2020 gab Uruguay offiziell seinen Austritt bekannt.
Mit Stand von 2022 sind Venezuela, Bolivien, Suriname und Guyana die verbliebenen Mitglieder. Im November 2022 forderten sieben Ex-Präsidenten verschiedener südamerikanischer Staaten, u. a. Jose Mujica (Uruguay), Dilma Rousseff (Brasilien) und Rafael Correa (Ecuador), die Wiederbelebung der Organisation in einem Brief an die aktuellen Präsidenten der ehemaligen Gründungsstaaten.

## Kennzahlen

BIP (KKP) Vergleich (IWF, 2021, Top 10, ungeordnet)

In den Mitgliedstaaten der Union Südamerikanischer Nationen leben etwa 390 Millionen Einwohner auf einer Fläche von ca. 17,5 Millionen km². Mit einem Index der menschlichen Entwicklung von über 0,81 weisen Chile und Argentinien einen sehr hohen Entwicklungsstand auf, die meisten Staaten wie die des ehemaligen Großkolumbiens liegen im globalen Mittelfeld und Guyana stellt mit 0,63 die am wenigsten entwickelte Nation Südamerikas dar.
| Regionalkooperation            | UNASUR     | ECO        | NAFTA       | EU          | ASEAN      | AU1        |
| ------------------------------ | ---------- | ---------- | ----------- | ----------- | ---------- | ---------- |
| Einwohner                      | 392 Mio.   | 433 Mio.   | 465 Mio.    | 506 Mio.    | 607 Mio.   | 1.100 Mio. |
| Mitgliedstaaten                | 12         | 10         | 3           | 28          | 10         | 54         |
| Fläche (in km²)                | 17.519.653 | 8.054.875  | 21.588.638  | 4.381.324   | 4.480.331  | 29.797.500 |
| Bruttoregionalprodukt (BIP, $) | 4,12 Bill. | 1,03 Bill. | 19,88 Bill. | 17,27 Bill. | 2,41 Bill. | 1,97 Bill. |
| Auslandsschulden ($)           | 315 Mrd.   |            | 15.814 Mrd. |             |            |            |

1Die Daten Afrikas sind grob geschätzt.

Die Mitgliedsländer der UNASUR verfügen zusammen über die weltweit größten Rohölreserven, die größten Wasserreserven, nehmen den zweiten Platz bei den Erdgasreserven ein und auf drei Mitgliedsstaaten fällt knapp ein Viertel des globalen Zinnvorkommens. Darüber hinaus erstreckt sich um den Amazonas das (noch) größte zusammenhängende Gebiet tropischer Regenwälder.

## Organe

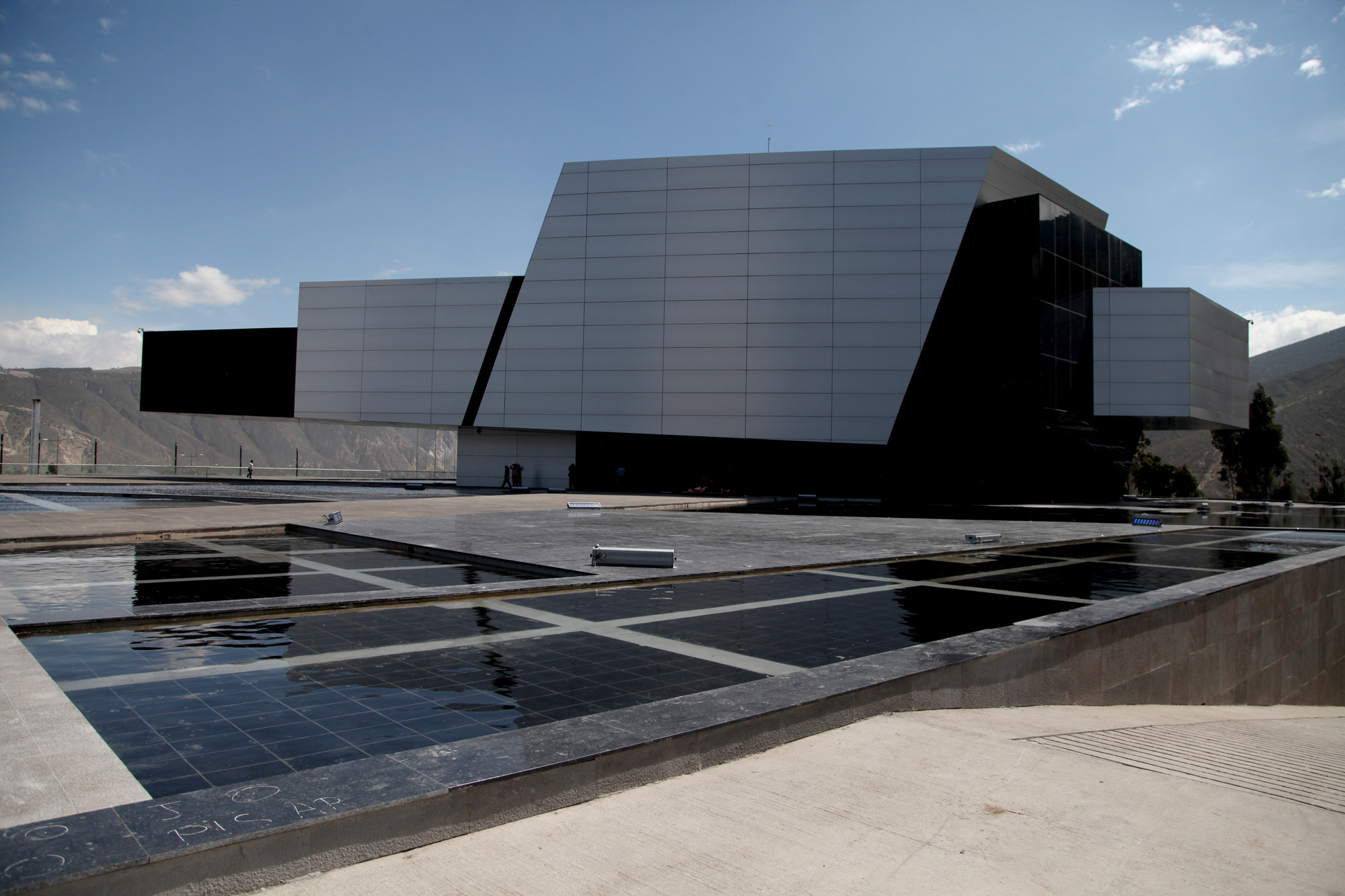
Hauptsekretariat der Union in Quito (Ecuador) im Bau 2014

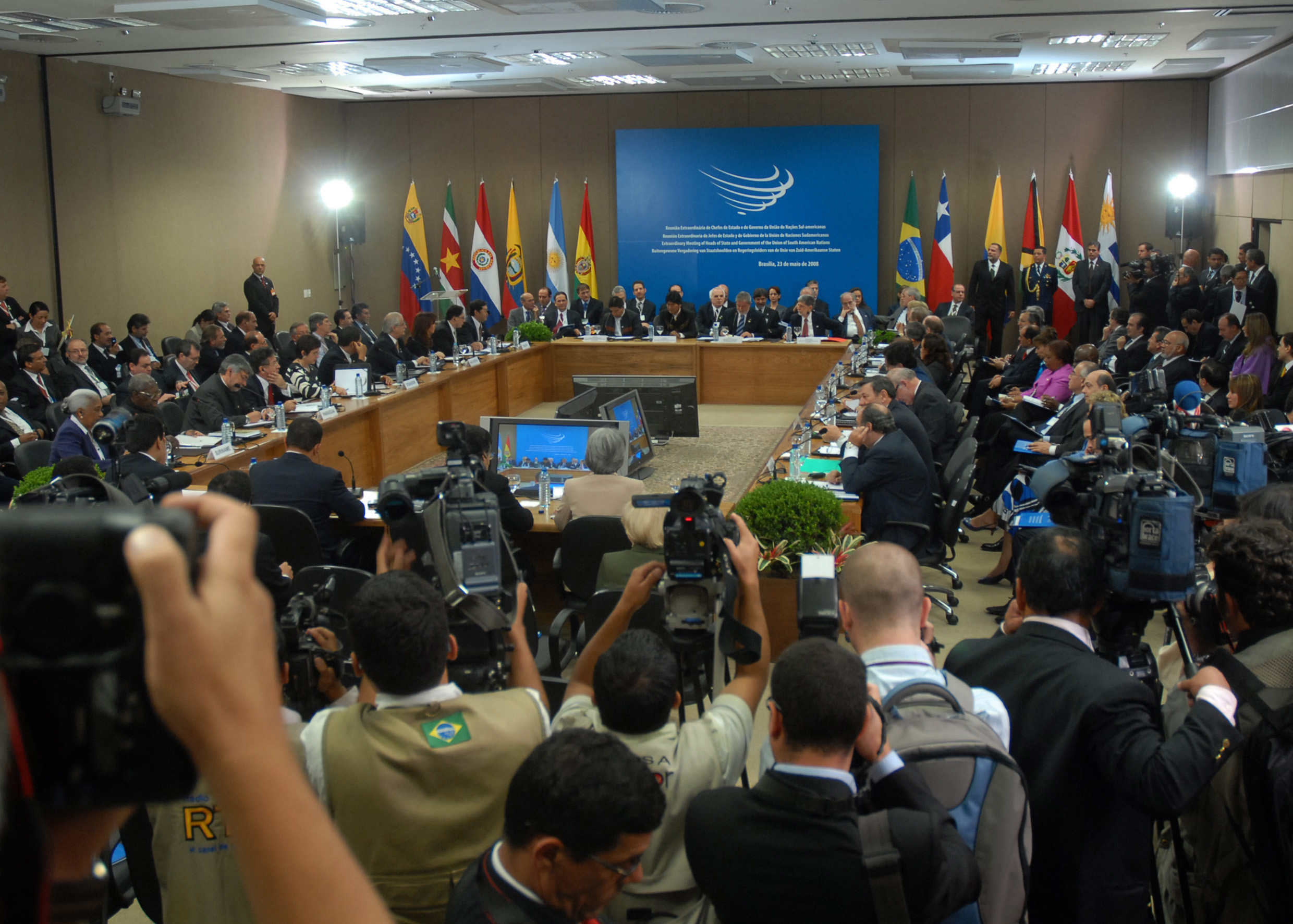
UNASUR 2008

Neben einem Generalsekretär und einem Parlament ist die Einrichtung dreier Räte vorgesehen:
- ein Rat der Staatschefs, der einmal im Jahr zusammenkommen soll,
- ein Rat der Außenminister sowie
- ein Rat von Delegierten aus den einzelnen Ländern.

Mittlerweile sind insgesamt zwölf weitere Räte in der Entstehungsphase in den Bereichen:
- Verteidigung
- Wirtschaft und Finanzen
- Energie
- Infrastruktur und Planung
- Wissenschaft, Technologie und Innovation
- soziale Entwicklung
- Gesundheit
- Bildung
- Kultur
- Wahlen
- Sicherheit der Bürger, Justiz und Handlungskoordinierung gegen organisierte, transnationale Kriminalität
- Lösung des globalen Drogen-Problems

Die Präsidentschaft wechselt im Jahresturnus zwischen den einzelnen Mitgliedstaaten. Unterstützend zu den übrigen Kooperationsbeschlüssen wurde von sieben UNASUR-Staaten am 26. September 2009 die Bank des Südens gegründet. Diese ist zwar noch nicht vollständig etabliert, soll zukünftig aber die finanzielle Grundlage der Union bilden.

## Zitate
„Wir werden Zeugen eines historischen Ereignisses, mit dem der Traum des Befreiers Simón Bolívar nach 180 Jahren Wirklichkeit zu werden beginnt. Heute schaffen wir ein neues Land mit 361 Millionen Einwohnern.“

„Mit der Gründung einer Staatengemeinschaft wurde ein Schritt in die richtige Richtung gemacht, um den Traum von Bolívar und unseren Befreiern zu verwirklichen.“